# Station Podzamcze
Station Podzamcze is een spoorwegstation in de Poolse plaats Podzamcze.